# Violbröstad kolibri
Violbröstad kolibri (Sternoclyta cyanopectus) är en fågel i familjen kolibrier.

## Utseende och läte
Violbröstad kolibri är en stor och vacker kolibri med lång näbb. Fjäderdräkten är grön med orangefärgad fläck på vingen, vitspetsad stjärt, beigefärgad fjällning på undersidan. Hanen har en gnistrande violett fläck på bröstet, honan vitt mustaschstreck. Lätet är ett vasst och upprepat "chit". 

## Utbredning och systematik
Arten är den enda i släktet Sternoclyta. Fågeln förekommer i Anderna i västra Venezuela och i Cordillera de la Costa Central österut till Miranda. Den behandlas som monotypisk, det vill säga att den inte delas in i några underarter.

## Levnadssätt
Violbröstad kolibri hittas i molnskog på medelhög och låg höjd samt i fuktiga skogar på lägre höjder. Den påträffas ofta enstaka i revir o ungskog, skogsbryn och stånd med banan och Heliconia.

## Status och hot
Arten har ett stort utbredningsområde, men tros minska i antal, dock inte tillräckligt kraftigt för att den ska betraktas som hotad. Internationella naturvårdsunionen IUCN listar arten som livskraftig (LC).